# Urchin
Urchinとはかつて存在していたウェブ統計解析プログラムでUrchin Software Corporationが開発していた。Webサーバログファイルの解析やログデータに基づくウェブサイトのトラフィック情報を表示するのに使用された。
このソフトウェアはログファイル解析モードとハイブリッドモードの2つの異なるデータ収集モードを動作させることができる。ログファイル解析モードでは数種類のログファイルフォーマットでウェブサーバーのログファイルを処理できる。カスタムファイルフォーマットを定義することも可能。ハイブリッドモードでは隔離された各データ収集方法の制限を無くすためにログファイルでページタグを組み合わせる。この結果、ウェブ訪問者データがより正確になった。
2005年4月にGoogleはUrchin Software Corp.を買収しGoogle Analyticsを生み出した。2008年4月にGoogleはUrchin 6を、2009年2月にAdWordsを統合したUrchin 6.5を、2010年9月に64ビットに対応し他の機能として新しいユーザーインターフェースとイベント追跡機能を搭載したUrchin 7をリリースした。
2012年3月28日に販売を終了した。